# دارفور
دارفور ناحیه‌ای است در غرب کشور سودان و دربرگیرندهٔ سه استان دارفور غربی، دارفور شمالی و دارفور جنوبی. گفتنی است مساحت دارفور ۴۹۳٬۱۸۰ کیلومتر مربع (کمی بزرگ‌تر از مراکش) است و حدود ده میلیون نفر جمعیت (تخمین سال ۲۰۲۳) دارد.

## مناقشه دارفور
مناقشه دارفور که از سال ۲۰۰۳ میلادی آغاز شد و تاکنون ادامه دارد، تاکنون بیش از ۲۰۰هزار کشته و بیش از دو میلیون آواره به جا گذاشته‌است. به موجب قطعنامه شورای امنیت سازمان ملل متحد، هم‌اکنون صلح‌بانان سازمان ملل متحد و اتحادیه آفریقا کنترل اوضاع در دارفور را برعهده دارند.

## نگارخانه

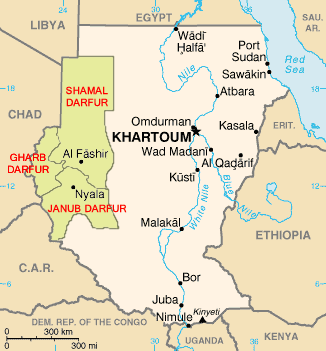
نقشه دارفور.
پرچم شورشیان جبهه آزادی بخش دارفور
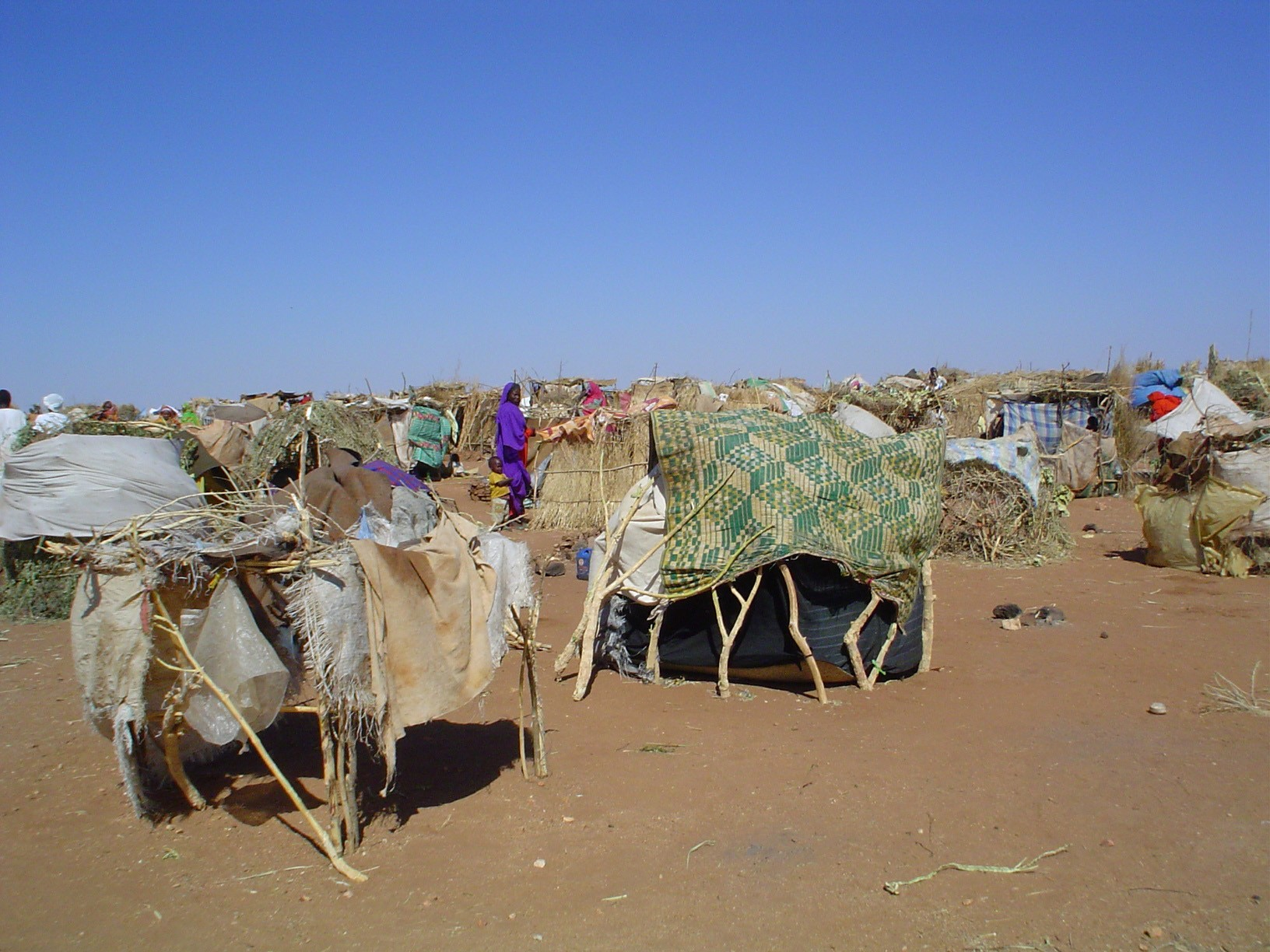
تصویری از اردوگاه پناهندگان نزاع دارفور.